# 홍금주
홍금주(洪今珠, 1804년 ~ 1839년 9월 26일)는 조선의 천주교 박해 때에 순교한 한국 천주교의 103위 성인 중에 한 사람이다. 세례명은 페르페투아(Perpetua)이다.

## 생애
홍금주는 한양 교외의 한 이교도 집안에서 태어났다. 그녀는 그녀의 성격과 지력, 태도 그리고 어투에 있어서 강인한 여성이었다. 그녀는 어려서 부모을 여의고 조모의 집에서 자랐다. 그녀는 10세 경에 천주교에 입교하였고, 15세에 한 이교도 남성과 결혼하면서 냉담교우가 되었다. 하지만 그녀는 다시 신앙생활을 하고 싶어했다. 그녀의 남편이 일찍 죽자, 그녀는 아들을 데리고 시집을 떠나 미나리골로 이사해서 살았는데, 그녀의 아들마저도 이내 세상을 떠났다. 그녀가 기거하는 집의 주인 최 필립보가 그녀에게 새로이 교리를 가르치기 시작한 뒤로, 그녀는 때로 눈물을 흘리며 열렬히 기도했다. 사람들은 그녀의 자애로운 행실에 감복하였고 그녀는 마치 종과 같이 다른 사람들을 도와준다고 말하였다.
홍금주는 이렇게 말하곤 했다. "저는 제가 입을 빨간색 옷이 한 벌 있었으면 좋겠습니다. 왜냐하면 저는 순교자가 되고 싶으니까요." 그녀는 최 필립보의 집에서 그의 제수와 함께 체포되었다. 그녀는 혹독한 형벌과 고문을 받으며 배교할 것과 천주교인들이 숨은 곳들을 누설하기를 강요받았다. 그러나 그녀는 신음 소리조차 내지 않았다. 형리는 그녀의 주뢰를 틀고난 뒤, 그녀의 옷을 벗기고 그녀를 감방의 천장에 매달아 놓고서 그녀에게 매질을 가했지만, 그녀는 침착함을 잃지 않았다. 사흘 후 그녀는 형조로 이송되었고 세 차례를 다리에 격심한 매질을 당했지만, 형조 판서에게도 굴복치 않았다. 그녀는 감옥에서 심한 열병을 앓아 거의 죽을 뻔 하였지만, 매우 빨리 회복되었다. 그녀는 사형이 집행 때까지 근 6개월을 형조 감옥에 수감되어 있으면서 오직 사랑과 봉사로써 다른 수감자들을 돌보았다. 감옥의 모든 사람들이 그녀를 큰누이처럼 존경했다.
그녀는 1839년 9월 26일 서소문 밖에서 여덟 명의 교우와 함께 참수되어 36세의 나이로 순교하였다.

## 시복 · 시성
홍금주 페르페투아는 1925년 7월 5일에 성 베드로 광장에서 교황 비오 11세가 집전한 79위 시복식을 통해 복자 품에 올랐고, 1984년 5월 6일에 서울특별시 여의도에서 한국 천주교 창립 200주년을 기념하여 방한한 교황 요한 바오로 2세가 집전한 미사 중에 이뤄진 103위 시성식을 통해 성인 품에 올랐다.

## 참고 문헌
- Catholic Bishop's Conference Of Korea. 103 Martryr Saints: 홍금주 페르페투아 Perpetua Hong Kum-ju 보관됨 2014-10-19 - 웨이백 머신